# Vättern
A Vättern Svédország második legnagyobb tava a Vänern után, mind felszínét (1893 km²), mind térfogatát (77,6 km³) tekintve. Legnagyobb mélysége 128 méter, átlagos mélysége  40 méter. 
A Vättern-tó 88,5 méterrel fekszik a tengerszint fölött, a Motala strömön keresztül ömlik a Balti-tengerbe. A tavat tápláló fontosabb folyók a Forsviksån (az Unden és a Viken tavak felől) valamint a Tabergsån és a Huskvarnaån. A Göta-csatorna Motalánál és Karlsborg-nál csatlakozik a Vättern-tóhoz. 
Ez a keskeny és mély tó osztja Götalandot Östergötlandra és Västergötlandra.
A déli csúcsánál fekszik Jönköping, ami Smålandhoz tartozik, az északi csúcsánál pedig a Närkéhez tartozó Askersund.
További városok a tó partján: Motala, Vadstena, Gränna, Hjo, Karlsborg.
Szigetek: Visingsö, Stora Röknen, Lilla Röknen, Stora Aspön, Lilla Aspön. Visingsö – melyet komppal lehet elérni – ezek közül messze a legnagyobb.
A Vättern-tóban horgászható halak a sügér, csuka, fogassüllő, pénzes pér, menyhal, lazac, Salvelinus alpinus és a sebes pisztráng.

## Képek

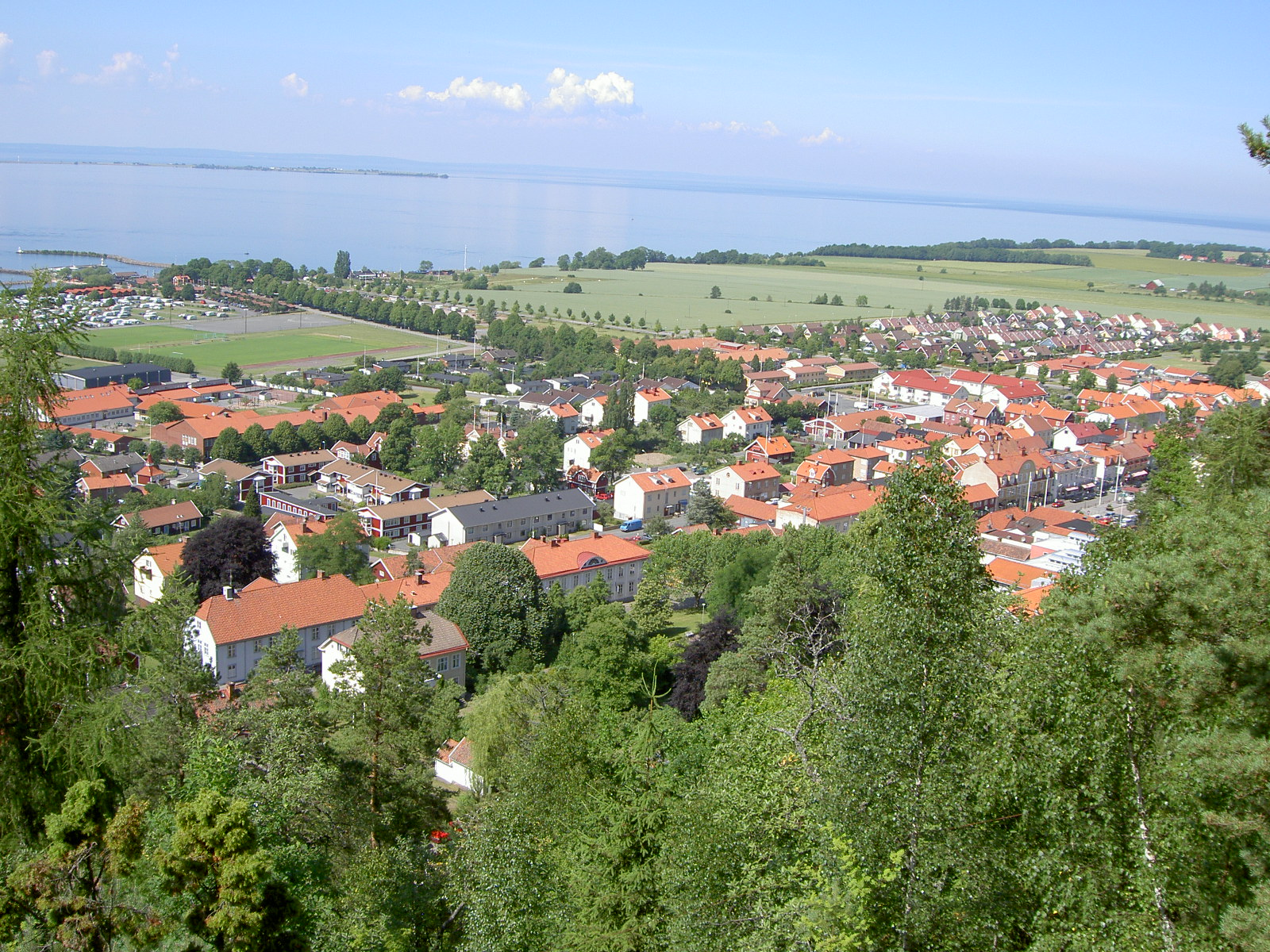
Gränna, Visingsö és a Vättern-tó
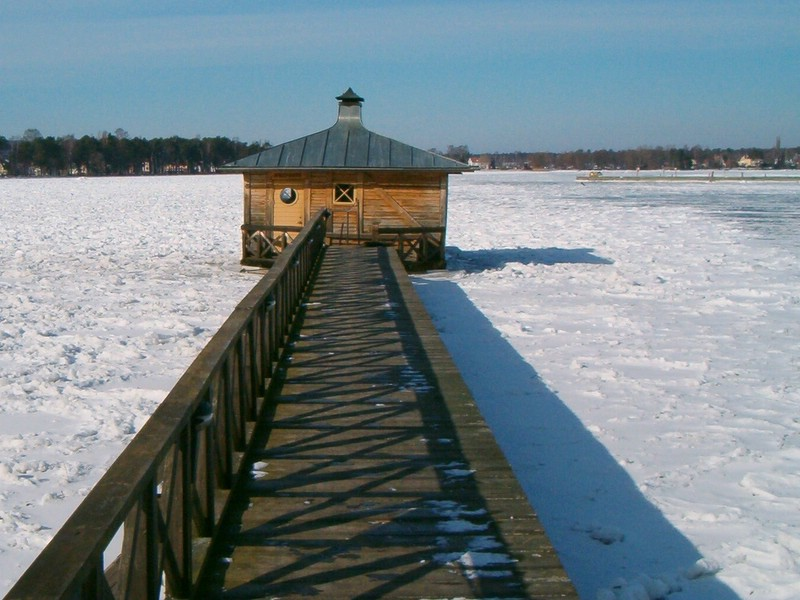
Svéd szauna a tavon
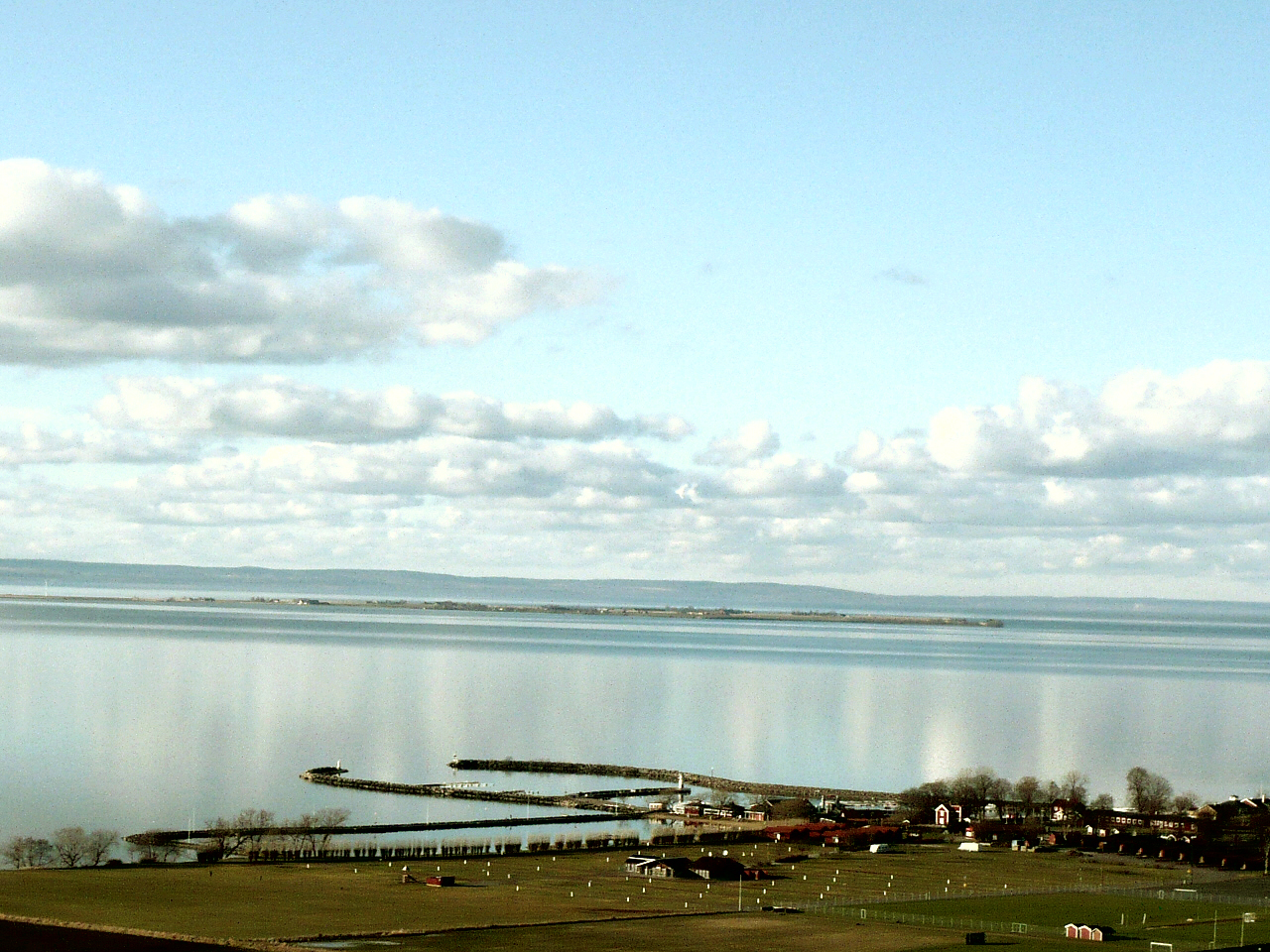